# Радикал (завод)
ОАО Завод «Радикал» (ранее Киевский завод химикатов; «Завод № 1000»; «фабрика минеральных удобрений») — прекративший деятельность завод по выпуску химреагентов, расположенный в Днепровском районе (ул. Красноткацкая, 61) Киева.

## История

### 1949 - 1991
Постройка завода началась в 1949 году.
В декабре 1951 года завод химикатов начал работу и в 1954 был полностью введён в эксплуатацию. Вошёл в число ведущих предприятий химической промышленности СССР. В это время завод был расположен на окраине города, но в результате застройки и расширения Киева в 1970-х годах оказался в черте города.
Завод производил хлор, бертолетовую соль, каустическую соду, каучук, серную и соляную кислоты, поролон, ДДТ и др. как для внутренних потребностей СССР, так и на экспорт.
При этом, хлор и каустическую соду получали путём электролиза водного раствора хлорида натрия с ртутным катодом (требовавшим использования в технологическом процессе значительного количества ртути).
В 1987 году была разработана комплексная программа технического перевооружения предприятия, к началу 1990-х годов она была выполнена частично.

### После 1991
После провозглашения независимости Украины, экономический кризис, разрыв хозяйственных связей и снижение спроса на продукцию завода осложнили положение предприятия.
В 1992 году на заводе была в последний раз проведена экологическая экспертиза.
В 1994 году государственный завод был приватизирован и преобразован в открытое акционерное общество (ВАТ "Радікал"). Вслед за этим завод был разделён на полтора десятка фирм, выпускавших пользующуюся спросом продукцию.
В период до остановки производства в 1996 году завод был единственным предприятием Украины, способным производить некоторые виды синтетических материалов (в частности, пенополиуретан, бертолетовую соль, гермобутил, химические средства защиты растений и др.).
15 июля 1996 года завод прекратил работу, началось банкротство предприятия. С 1996 по 1998 годы все виды производства были остановлены без соблюдения соответствующих норм и выполнения необходимых регламентных работ, опасные химические вещества были оставлены на предприятии с нарушением требований законодательства и без охраны.
Постановлением Арбитражного суда Киева от 4 августа 2000 года ОАО «Радикал» было признано банкротом и в отношении завода началась процедура ликвидации.
В ходе проверки состояния предприятия в 1998 году было установлено, что на 60 га территории завода хранилось 134,6 т ртути, 109 т серной кислоты, 44 т ртутных шламов, 62 т соляной кислоты, 12,5 т аммиака и около 2500 т других отходов.
В сентябре 2000 года правительство Украины приняло общегосударственную программу обращения с токсичными отходами, которая предусматривала проведение санации и очистки загрязнённой ртутными отходами территории завода "Радикал" в 2000 - 2003 годы, стоимость работ оценивалась в 2 млн. гривен.
В сентябре и декабре 2000 года при разделке заводского оборудования на металлолом на предприятии три раза возникали очаги возгорания. К 2001 году в результате аварийного состояния заводского оборудования и продолжавшегося разворовывания цветных металлов были отмечены протечки вредных химических веществ и отходов с проникновением в почву (в октябре 2001 года произошла особенно крупная утечка нескольких десятков тонн ртути). После выделения средств из Государственного фонда охраны окружающей среды на ликвидацию поверхностного загрязнения ртутью территории завода «Радикал», в октябре 2001 года оперативно-спасательный отряд МЧС Украины в городе Харькове начал работы по сливу ртути из электролизеров и ловушек, а также по сбору ртутьсодержащего шлама в помещениях электролизного цеха. К 17 ноября 2001 года на территории завода было собрано 100 тонн ртути и 80 тонн шлаков, содержащих ртуть, которые были отправлены на Никитовский ртутный комбинат в Горловке для переработки.
1 февраля 2002 года постановлением Хозяйственного суда Киева по делу № 24/142 ОАО «Радикал» было признано особо опасным предприятием химической промышленности.
К концу марта 2002 года на территории завода оставалось 117 т олеума, 109 т серной и 62 т соляной кислоты, 44 т ртутьсодержащих шламов, 12,55 т аммиака, 486 т шламов солерастворения, 3192 кг твердых радиоактивных отходов и 2500 т прочих промышленных отходов и химикатов. С 2002 до начала 2009 года работы по вывозу и утилизации отходов не производились по причине отсутствия финансирования.
До мая 2009 года с территории завода было собрано и вывезено 120 тонн ртути (однако количество оставшейся в грунтах ртути оценили в пределах около 200 тонн).
26 февраля 2010 года земельный участок заводской территории площадью 3,95 га был передан коммунальному предприятию "Житлоинвестбуд-УКБ" в постоянное пользование, пр этом 1,45 га было решено использовать под жилищную застройку.
3 ноября 2011 года председатель Киевской городской государственной администрации Александр Попов объявил, что на месте киевских заводов "Радон", "Радикал" и "Запад" после очистки их территории от опасных веществ и отходов будет создана промышленная зона. В этот же день глава МЧС Виктор Балога сообщил, что на заводе "Радикал" ещё осталось около 200 тонн металлоконструкций, загрязненных ртутью и оценил стоимость работ по очистке территории завода в 160 млн. гривен.
Весной 2012 года часть заводских помещений находилась в полуразрушенном состоянии, другие были частично перестроены и сданы в аренду. В общей сложности, на территории завода в это время работали около 40 фирм и компаний, включая СТО, фирмы по производству лакокрасочной продукции, продаже бытовой техники, автомобильных шин, компании, которые занимаются грузовыми перевозками, офисы и склады.
В октябре 2012 года израильская компания "S.I. Group Consort Ltd" вывезла с заводской территории 4,4 т хлорорганических отходов производства для утилизации в Польше. Расходы на перевозку этой партии составили 121,5 тысячи гривен. 1 июля 2013 года на продолжение программы выделили ещё 900 тыс. гривен.